# 西貢北公共運輸交匯處
西貢北公共運輸交匯處（英文：Sai Kung North Public Transport Interchange），位於西貢市中心北面的美裕街、西貢警署旁，是一個坑狀露天車站。此站乃因其在西貢市中心之北部而得名，本站與位於大埔區的西貢北（或稱西貢北約）地區無關。
此站在啟用後的首5年半均只於假日作為專營中途站使用，直至2013年底九龍巴士99R線才成為第一條以此為總站的路線。總站設有專綫小巴站位，但一直未有路線設站。

## 總站路線資料

### 九龍巴士99R線
- 大學站 ↔ 西貢（北）

於2013年12月25日投入服務，途經西沙路（十四鄉）、馬鞍山市中心直達大學站，只於假日每一小時對開一班。

## 途經路線資料

### 九龍巴士96R線
- 鑽石山站 ↔ 黃石碼頭

於1990年8月5日投入服務，途經牛池灣、清水灣道、西貢公路、西貢市中心、大網仔路及北潭涌，只限往鑽石山站方向途經此站，只於假日提供服務。

## 外部連結
- 九巴（页面存档备份，存于）